# Station Kreuztal
Station Kreuztal is een spoorwegstation in de Duitse plaats Kreuztal. Het station werd in 1861 geopend. Het station ligt aan de lijn Hagen - Haiger.